# Modrásek tmavohnědý
Modrásek tmavohnědý (Aricia agestis) je druh denního motýla z čeledi modráskovitých (Lycaenidae). Rozpětí křídel motýla je 24 až 28 mm. Samičky i samci mají křídla tmavohnědá s oranžově červenými skvrnami při okraji křídel, které jsou u samic více výrazné. Na předních křídlech u obou pohlaví je dobře patrná tmavá středová skvrna.

## Výskyt
Motýl je rozšířený od severní Afriky přes jižní až střední Evropu až na Dálný východ. V České republice se vyskytuje roztroušeně v nížinách a pahorkatinách, převážně v teplých oblastech. Zahlédnout ho lze na slunných svazích, lesních světlinách, v suchých úvozech, na okraji polních cest, na opuštěných polích i na železničních náspech a ruderálech.

## Chování a vývoj
Živnými rostlinami modráska tmavohnědého jsou devaterník velkokvětý (Helianthemum grandiflorum), devaterník penízkovitý (Helianthemum nummularium), kakost krvavý (Geranium sanguineum), kakost maličký (Geranium pusillum), pumpava obecná (Erodium cicutarium) a další. Samice klade vajíčka jednotlivě převážně na listy. Zelené housenky, které mají karmínově červený hřbetní a spirakulární pruh, se živí celými listy, na kterých zpočátku vytvářejí okénkovité požerky. Motýl je dvougenerační (bivoltinní). Dospělce lze pozorovat od května do června a od července do září. Na Moravě byla pozorována i třetí generace motýla (září až začátek listopadu). Přezimuje housenka druhé generace v opadance. Kuklu motýla často zavlékají mravenci do mravenišť.

## Ochrana a ohrožení
V České republice není tento druh ohrožen. Motýla by mohlo ohrozit zarůstání vhodných lokalit.